# Лабунцов, Дмитрий Александрович
Дмитрий Александрович Лабунцов (28 сентября 1929 года — 13 декабря 1992 года) — учёный в области теплофизики, доктор технических наук, профессор кафедры тепломассообменных процессов и установок МЭИ (1973—1976).

## Биография
Дмитрий Александрович Лабунцов родился 28 сентября 1929 года.
В 1953 году окончил Московский энергетический институт. Работал на этой же кафедре ассистентом, потом — доцентом кафедры «Теоретические основы теплотехники».
В 1959—1960 годах вёл педагогическую работу в Сталинобадском политехническом институте (ныне Таджикский технический университет имени М. Осими). В 1960—1973 годах работал в Энергетическом институте имени Г. М. Кржижановского. В 1962 году защитил докторскую диссертацию, посвящённую теоретическим моделям теплообмена при кипении и конденсации в котлах тепловых станций.
После возвращения на работу в МЭИ работал заведующим кафедрой тепломассообменных процессов и установок (1973—1976), был одним из создателей в институте кафедры криогенной техники, которой руководил до 1984 года. В эти годы на кафедре с его участием было создано семь учебных лабораторий с современным оборудованием, криоцентр.
С 1989 года работал заведующим лабораторией Геотермальной энергетики Энергетического института имени им. Г. М. Кржижановского.
Д. А. Лабунцов скончался 13 декабря 1992 года, похоронен в Москве на Востряковском кладбище.

## Научная деятельность
Область научных интересов: физико-технические проблемы энергетики, вопросы теплообмена, гидродинамики, термодинамики.
Д. А. Лабунцов является автором около 150 научных работ, под его руководством было подготовлено и защищено более 25 кандидатских и докторских диссертаций.
В разное время был редактором журнала «Теплоэнергетика», членом НТС Минэнерго СССР, научных советов АН СССР и др.

### Труды
- Лабунцов Д. А. Физические основы энергетики. Избранные труды по теплообмену, гидродинамике, термодинамике. — М.: Издательство МЭИ, 2000. — 388 с., ил. ISBN 5-7046-0610-1.

#### Учебные пособия
- Гидростатическое равновесие и волновые движения газожидкостных систем : [Учеб. пособие] / Д. А. Лабунцов, В. В. Ягов; Ред. Д. А. Лабунцов; Моск. энерг. ин-т. — Москва : МЭИ, 1977. — 72 с. : ил.
- Основы механики двухфазных систем : [Учеб. пособие] / Д. А. Лабунцов, В. В. Ягов ; Ред. Д. А. Лабунцов; Моск. энерг. ин-т. — Москва : МЭИ, 1977. — 64 с. : ил.
- Механика простых газожидкостных структур / Ред. Р. И. Сознев. — Москва : МЭИ, 1978. — 92 с. : ил.; 20 см. — (Учеб. пос. по курсу «Механика двухфазных потоков» / Д. А. Лабунцов, В. В. Ягов; 3).
- Механика двухфазных систем : Учеб. пос. для студентов … по напр. 651100 «Техн. физика» / Д. А. Лабунцов, В. В. Ягов. — М. : Изд-во МЭИ, 2000. — 373 с. : ил., табл.; 22 см; ISBN 5-7046-0758-6
  -  — 2-е изд., перераб. и доп. — Москва : МЭИ, 2007. — 383 с. : ил.; 22 см; ISBN 978-5-383-00036-6